# Observatorium Piera
Das Observatorium Piera (katalanisch Observatori Astronomic de Piera; engl. Piera Observatory; Sternwarten-Code 165) ist eine Sternwarte in Piera in der Comarca Anoia der katalanischen Provinz Barcelona. Sie wird von dem katalanischen Astronomen Joan Guarro geleitet und ist zusammen mit dem Observatorium Ametlla de Mar und dem Observatorio Astronomico de Mallorca Bestandteil des Unicorn Project und der Minor Planet Astrometry.

## Instrumente
- 400-mm-Schmidt-Teleskop
- 400-mm-Schmidt-Cassegrain-Teleskop
- 600-mm-Klevtsov-Teleskop

## Referenzen
- Lutz D. Schmadel (2003). Dictionary of Minor Planet Names. ISBN 3-540-00238-3.